# Martika
Martika, artistnamn för Marta Marrero Martinez, född 18 maj 1969 i Whittier, Kalifornien, är en amerikansk sångerska med kubanska rötter.
Martika medverkade i filmversionen av musikalen Annie 1982, men fick sitt genombrott som sångerska 1988 när hon hennes låt "More Than You Know" hamnade på Billboardlistan. Året efter fick hon sitt definitiva genombrott, med låten "Toy Soldiers", vilken toppade både Billboardlistan och Trackslistan. En del av låten samplades av Eminem i hans hitlåt "Like Toy Soldiers".
Martika fick några hitlåtar till med Carole King-låten "I Feel the Earth Move" och de två låtarna "Martika's Kitchen" och "Love... Thy Will Be Done", skrivna tillsammans med Prince. Efter detta har det dock varit tämligen tyst om Martika, även om hon fortsatt arbeta som skådespelerska och sångerska, bland annat i bandet Oppera.